# マヤニー・ソウザ
マヤニー・クリスティーナ・アラウージョ・デ・ソウザ（Mayany Cristina Araújo de Souza、1996年11月24日 - ）は、ブラジルの女子バレーボール選手。ポジションはミドルブロッカー。ブラジル代表。

## 来歴
- クラブチーム

リオデジャネイロ出身。2012年、Hall da Fama/Pró-Vôlei/Resendeに入団。2013/14シーズンはBotafogoでプレー。2014/15シーズンはAssociação Joseenseでプレーした。2015/16シーズンはジェルダウ・ミナスへ移籍。2016/17シーズンはブラジル・スーパーリーガBのABEL Moda VôleiへABEL Moda Vôleiでプレーし活躍をみせた。その後、再びジェルダウ・ミナスと契約し、2017/18シーズンのブラジル・スーパーリーガで3位、南米クラブ選手権で金メダルを獲得した。2018/19シーズンはブラジル・スーパーリーガで優勝、世界クラブ選手権で銀メダルを獲得し自身はベストミドルブロッカー賞を受賞した。2019/20シーズンはABEL Moda Vôleiへ移籍し、1年間プレーした。2020/21シーズンはオザスコへ移籍し、ブラジル・スーパーリーガとブラジルカップで3位となった。2021/22シーズンはアソシアソン・ヴォレイ・バウルと契約し、ブラジル・スーパーリーガで3位、南米クラブ選手権で銅メダルを獲得した。
- 代表チーム

アンダーカテゴリーの代表として、2016年のU-23南米選手権で金メダルを獲得し自身もベストミドルブロッカー賞を受賞した。2017年、スロベニアで開催されたU-23世界選手権に出場し5位となった。2019年、シニア代表に初選出され、同年のネーションズリーグでデビュー。2021年、ネーションズリーグに出場し銀メダルを獲得した。

## 球歴
- ネーションズリーグ - 2019年、2021年、2022年

## 受賞歴
- 2016年　U-23南米選手権　ベストミドルブロッカー賞
- 2018年　世界クラブ選手権　ベストミドルブロッカー賞

## 所属クラブ
- Hall da Fama/Pró-Vôlei/Resende（2012-2013年）
- Botafogo（2013-2014年）
- Associação Joseense（2014-2015年）
- ジェルダウ・ミナス（2015-2016年）
- ABEL Moda Vôlei（2016-2017年）
- ジェルダウ・ミナス（2017-2019年）
- ABEL Moda Vôlei（2019-2020年）
- オザスコ（2020-2021年）
- アソシアソン・ヴォレイ・バウル（2021-）